# اسکات مک‌نیلی
اسکات مک‌نیِلی ((به انگلیسی: Scott McNealy)؛ زادهٔ ۱۳ نوامبر ۱۹۵۴) یک مهندس رایانه، و بازرگان اهل ایالات متحده آمریکا است.